# Akimiski Island
Akimiski Island er en canadisk ø i Jamesbugten.
53°00′N 81°20′V / 53°N 81.33°V